# Pero duida
Pero duida là một loài bướm đêm trong họ Geometridae.